# Hans-Werner Kremer
Hans-Werner Kremer (* 17. Oktober 1945) ist ein ehemaliger deutscher Fußballspieler. Der Mittelfeld- und Abwehrspieler hat von 1968 bis 1971 beim Hamburger SV 32 Ligaspiele (1 Tor) in der Fußball-Bundesliga absolviert. Nach seinem Wechsel zu SV Röchling Völklingen erreichte er in den Jahren 1972 und 1973 jeweils die Vizemeisterschaft in der zweitklassigen Fußball-Regionalliga Südwest. In der 2. Fußball-Bundesliga lief Kremer für Völklingen von 1974 bis 1980 in 107 Ligaspielen (3 Tore) auf.

## Karriere
Kremer, fußballerisch aufgewachsen bei Phönix Bochum und Gelsenkirchen 07, wechselte nach der Meisterschaftssaison 1967/68 (ohne Pflichtspieleinsatz) beim 1. FC Nürnberg, gemeinsam mit Hubert Schöll und Jürgen Seifert zum Bundesligisten Hamburger SV. Unter Trainer Kurt Koch und dem Technischen Direktor (Fußballchef) Georg Knöpfle debütierte der Neuzugang am ersten Rundenspieltag, den 17. August 1968, bei einer 0:1-Auswärtsniederlage bei Eintracht Braunschweig in der Bundesliga. Er wurde in der 81. Spielminute für Jürgen Kurbjuhn eingewechselt. Mit weiteren Nachwuchsspielern wie Jürgen Dringelstein, Robert Pötzschke, Klaus Fock und Gert Girschkowski belegten die „Rautenträger“ am Rundenende den 6. Rang und Kremer hatte vier Bundesligaspiele bestritten. Beim DFB-Pokalspiel am 5. Januar 1969 gegen den VfL Wolfsburg (2:1) war er ab der 46. Minute ebenfalls zum Einsatz gekommen. In seiner zweiten Hamburger Saison, 1969/70, übernahm Knöpfle wieder den Trainerposten und mit Klaus Zaczyk, Peter Nogly, Norbert Hof und Siegfried Beyer kamen vier Verstärkungen in den Spielerkader. Kremer kam auf 14 Bundesligaeinsätze (1 Tor) und der HSV belegte erneut den 6. Rang. Neben der Bundesliga hatte er auch in den internationalen Freundschaftsspielen gegen Feyenoord Rotterdam (2:1), FC Sao Paulo (2:0) und Racing Straßburg (1:1) mitgewirkt. Mehrmals bildete er in dieser Runde zusammen mit Zaczyk und Franz-Josef Hönig das Mittelfeld. So auch am Rundenschluss in den Spielen der Intertoto-Runde gegen den RSC Anderlecht, ADO Den Haag und IFK Göteborg. Mit dem HSV wurde Kremer mit 10:2 Punkten Gruppenerster. In seinem dritten Jahr in Hamburg, 1970/71, wurde ein personeller Umbruch beim HSV vollzogen. Mit Klaus-Dieter Ochs als Trainer wurde auf jugendlichen Schwung gesetzt und auch die Neuzugänge Heinz Bonn, Gerd Klier und Hans-Jürgen Ripp brachten keinen Starnimbus mit nach Hamburg. Kremer kam in 14 Bundesligaspielen zum Einsatz, lief im DFB-Pokal auf, trat im Messepokal gegen La Gantoise Gent und Dinamo Zagreb an und nahm auch an der Mexiko-USA-Reise Ende 1970/Anfang 1971 teil und beendete mit seinem Einsatz am 34. Rundenspieltag, den 5. Juni 1971, mit einem 3:1-Auswärtserfolg bei RW Essen seine Spieleraktivität beim Hamburger SV. Zur Runde 1971/72 begannen die Karrieren von Rudi Kargus, Manfred Kaltz und Caspar Memering beim HSV und zusätzlich wurden noch Ole Bjørnmose, Klaus Winkler und Georg Volkert verpflichtet; bei dieser Konkurrenzsituation schloss sich Kremer dem SV Röchling Völklingen in der zweitklassigen Regionalliga Südwest an.
Bei den Schwarz-Roten vom Hermann-Neuberger-Stadion gewann er in seinen ersten beiden Jahren in der Regionalliga Südwest, 1972 und 1973, jeweils die Vizemeisterschaft. In den Aufstiegsrunden zur Bundesliga hatte Völklingen aber keine Chance, nicht unter Trainer Radoslav Momirski und auch nicht unter Helmuth Johannsen. Im letzten Jahr der alten zweitklassigen Regionalliga, 1973/74, belegten Kremer und Kollegen den vierten Rang. Nachdem im Debütjahr der 2. Bundesliga der 13. Rang belegt wurde, spielte Völklingen 1975/76 eine gute Runde und belegte den 6. Rang. Kremer hatte unter Trainer Herbert Binkert und an der Seite von Mitspielern wie Torhüter Jürgen Stars, Werner Martin, Walter Spohr, Gerd Warken, Torjäger Karl-Heinz Granitza (29 Tore), Klaus Hommrich und Horst Schauß 28 Ligaspiele (1 Tor) bestritten. In Völklingen spielte er bis 1980. Für die Saarländer bestritt Kremer 172 Spiele in der Regionalliga und der 2. Bundesliga, in denen er vier Tore schoss. Zum Ende seiner Laufbahn war er in der Rückrunde 1979/80 in der 2. Bundesliga einige Monate Spielertrainer in Völklingen. Sein letztes Spiel in der 2. Bundesliga bestritt Kremer am 31. Mai 1980 bei einem 6:1-Auswärtserfolg beim ESV Ingolstadt.